# Toni Erdmann
Toni Erdmann is een Duits-Oostenrijkse film uit 2016, geschreven en geregisseerd door Maren Ade.

## Verhaal
Winfried is een 65-jarige gescheiden muziekleraar die zijn vrienden en collega’s vaak verbijstert met zijn voorliefde voor maffe humor en grapjes. Hij houdt van grappige pruiken en valse tanden. Zijn dochter Ines lijkt net het tegenovergestelde. Ze is een verfijnde managementconsultant, en adviseert een oliemaatschappij bij het maken van besparingen door middel van ontslagen. Ze was dol op de grappen van haar vader toen ze een klein meisje was, maar nu vindt ze deze simpelweg irritant. Om haar op te vrolijken, neemt Winfried een totaal verkeerd getimed besluit om naar Roemenië te reizen en daar onaangekondigd op haar kantoor op te duiken, in kostuum, als freaky komisch personage "Toni Erdmann".

## Rolverdeling
| Acteur             | Personage               |
| ------------------ | ----------------------- |
| Peter Simonischek  | Winfried / Toni Erdmann |
| Sandra Hüller      | Ines                    |
| Lucy Russell       | Steph                   |
| Ingrid Bisu        | Anca                    |
| Michael Wittenborn | Henneberg               |
| Thomas Loibl       | Gerald                  |
| Trystan Pütter     | Tim                     |
| Hadewych Minis     | Tatjana                 |
| Vlad Ivanov        | Iliescu                 |
| Victoria Cocias    | Flavia                  |
| Ingrid Burkhard    | Oma Annegret            |
| Klara Höfels       | Irma                    |

Als Tatjana speelde de Nederlandse actrice Hadewych Minis in deze film een bijrol.

## Release en ontvangst
De film ging op 14 mei 2016 in première op het filmfestival van Cannes in de competitie voor de Gouden Palm en won er de FIPRESCI-prijs.
Toni Erdmann werd zes keer genomineerd voor diverse categorieën van de Preis der deutschen Filmkritik. Daarvan won de film er drie: "beste speelfilm", "beste scenario" en "beste montage". De film werd tevens geselecteerd als Duitse inzending voor de beste niet-Engelstalige film voor de 89ste Oscaruitreiking.

## Prijzen en nominaties
De belangrijkste:
| Jaar | Prijs                          | Categorie       | Genomineerde(n)   | Uitslag     |
| ---- | ------------------------------ | --------------- | ----------------- | ----------- |
| 2016 | Filmfestival van Cannes        | Gouden Palm     | Maren Ade         | Genomineerd |
| 2016 | Filmfestival van Cannes        | FIPRESCI-prijs  | Maren Ade         | Gewonnen    |
| 2016 | Europese Filmprijzen           | Beste film      | Beste film        | Gewonnen    |
| 2016 | Europese Filmprijzen           | Beste regie     | Maren Ade         | Gewonnen    |
| 2016 | Europese Filmprijzen           | Beste scenario  | Maren Ade         | Gewonnen    |
| 2016 | Europese Filmprijzen           | Beste acteur    | Peter Simonischek | Gewonnen    |
| 2016 | Europese Filmprijzen           | Beste actrice   | Sandra Hüller     | Gewonnen    |
| 2016 | Preis der deutschen Filmkritik | Beste speelfilm | Beste speelfilm   | Gewonnen    |
| 2016 | Preis der deutschen Filmkritik | Beste scenario  | Maren Ade         | Gewonnen    |
| 2016 | Preis der deutschen Filmkritik | Beste montage   | Heike Parplies    | Gewonnen    |